# Флавий Ромул
Флавий Ромул (на латински: Flavius Romulus) е политик на Римската империя през 4 век.
През 343 г. той е консул заедно с Фурий Плацид.